# 雅各布·马列卡
雅各布·马列卡（英語：Jacob Maliekal，1991年1月1日—），南非男子羽毛球運動員。

## 簡歷
2000年，9歲的雅各布·马列卡開始接觸羽毛球運動。因為羽毛球在南非並不流行，當初他只是以玩樂的心態，與父母及朋友們偶爾玩耍。直至2007年，马列卡開始參加國內的羽毛球比賽，並取得好成績，於是便開始接受專業訓練。
2011年，雅各布·马列卡代表南非出戰英國倫敦舉行的世界羽毛球錦標賽男子單打項目，在首輪以0比2（12-21、8-21）不敵韓國的孫完虎出局。
2014年8月，雅各布·马列卡參加丹麥哥本哈根舉行的世界羽毛球錦標賽，出戰男子單打項目，首圈就以0比2（16-21、16-21）不敵美國的萨塔瓦特·庞拉尔莱特出局。

## 主要比賽成績
只列出曾進入準決賽的國際賽事成績：
| 年份   | 賽事                                     | 公開賽級別 | 項目     | 成績   |
| ------ | ---------------------------------------- | ---------- | -------- | ------ |
| 2011年 | 全非運動會羽毛球比賽                     | 其他       | 混合團體 | 銀牌   |
| 2011年 | 全非運動會羽毛球比賽                     | 其他       | 男子單打 | 金牌   |
| 2012年 | 非洲羽毛球錦標賽                         | 其他       | 男子單打 | 冠軍   |
| 2013年 | 非洲羽毛球錦標賽                         | 其他       | 混合團體 | 冠軍   |
| 2013年 | 非洲羽毛球錦標賽                         | 其他       | 男子單打 | 冠軍   |
| 2013年 | 南非羽毛球國際賽                         | 未來系列賽 | 男子單打 | 冠軍   |
| 2014年 | 烏干達羽毛球國際賽                       | 國際系列賽 | 男子單打 | 亞軍   |
| 2014年 | 非洲羽毛球錦標賽                         | 其他       | 混合團體 | 冠軍   |
| 2014年 | 非洲羽毛球錦標賽                         | 其他       | 男子單打 | 冠軍   |
| 2015年 | 烏干達羽毛球國際賽                       | 國際系列賽 | 男子單打 | 冠軍   |
| 2015年 | 懷卡托羽毛球國際賽                       | 未來系列賽 | 男子單打 | 冠軍   |
| 2015年 | 全非運動會羽毛球比賽 暨 非洲羽毛球錦標賽 | 其他       | 混合團體 | 亞軍   |
| 2015年 | 全非運動會羽毛球比賽 暨 非洲羽毛球錦標賽 | 其他       | 男子單打 | 冠軍   |
| 2015年 | 埃塞俄比亞羽毛球國際賽                   | 國際系列賽 | 男子單打 | 準決賽 |
| 2015年 | 尼日利亞羽毛球國際賽                     | 國際系列賽 | 男子單打 | 準決賽 |
| 2016年 | 非洲羽毛球團體錦標賽                     | 其他       | 男子團體 | 冠軍   |
| 2016年 | 烏干達羽毛球國際賽                       | 國際系列賽 | 男子單打 | 準決賽 |
| 2016年 | 南非羽毛球國際賽                         | 國際系列賽 | 男子單打 | 冠軍   |
| 2016年 | 博茨瓦納羽毛球國際賽                     | 國際系列賽 | 男子單打 | 亞軍   |

| 2007-2017年 | 首要超級賽 | 超級賽 | 黃金大獎賽 | 大獎賽 | 國際挑戰賽 | 國際系列賽 | 未來系列賽 | 其他 |

| 2018-2026年 | 總決賽 | 超級1000賽 | 超級750賽 | 超級500賽 | 超級300賽 | 超級100賽 | 國際挑戰賽 | 國際系列賽 | 未來系列賽 | 其他 |

### 奧運會和世錦賽參賽紀錄
|          | 2011 | 2012 | 2013 | 2014 | 2015 | 2016       |
| -------- | ---- | ---- | ---- | ---- | ---- | ---------- |
| 男子單打 | 64強 | －   | －   | 64強 | －   | 小組第二名 |